# 유수택
유수택(柳秀澤, 1941년 3월 11일 ~  )는 대한민국의 공무원, 정치인이다. 본관은 문화이며, 전라남도 영암군 출신이다.
2013년 2월 박근혜 대통령 취임 직후 사퇴한 이정현 최고위원의 후임으로 2013년 5월 13일 새누리당 최고위원에 임명되었다. 새누리당 광주광역시당 위원장직도 역임했다.

## 학력
- 광주고등학교 졸업
- 동국대학교 경영학 학사

## 경력
- 전라북도 고창군수·정읍시장
- 전라남도 완도군수·여천시장·순천시장
- 내무부 민방위국장
- 행정자치부 공보관
- 광주광역시 행정부시장
- 한국소방검정공사 사장
- 아크로 컨트리클럽 사장
- 전남개발공사 사장
- 고리 대표이사
- 새누리당
- 2012여수세계박람회 조직위원회 부위원장
- 제16대 조선대학교 이사장
- 새누리당 광주시당 위원장
- 새누리당 최고위원
- 삼성그룹 고문
- 제6대 한국문화예술위원회 상임감사
- 국민의힘 살리는 선거대책위원회 전남 선거대책위원회 선거대책위원장단 총괄선거대책위원장

## 참조
1. ↑  프로필 새누리 유수택 신임 최고위원은 누구 《뉴시스》 2013년 5월 13일